# Thales Group
Thales Group je elektronička grupa specijalizirana za zrakoplovstvo, obranu, sigurnost i kopneni promet sa sjedištem u pariškoj četvrti La Défense.
Thales je na listi na pariškoj burzi koja je prisutna u 80 zemalja i zapošljava 80 000 zaposlenika od 2. travnja 2019. godine, jedan je od svjetskih lidera u opremi za zrakoplovstvo, svemir, obranu, sigurnost i načine prijevoza.
Podrijetlo grupe seže u 1998. godinu kada su se podružnice specijalizirane za vojne djelatnosti Alcatel, Dassault Électronique i Thomson-CSF udružile i osnovale novu tvrtku.

## Vanjske poveznice
- Thales Group